# شارل دی تورناکو
شارل دی تورناکو (فرانسوی: Charles de Tornaco‎؛ زادهٔ ۷ ژوئن ۱۹۲۷ در بروکسل، درگذشتهٔ ۱۸ سپتامبر ۱۹۵۳) رانندهٔ مسابقات اتومبیل‌رانی فرمول یک اهل بلژیک بود که از فصل ۱۹۵۲ تا ۱۹۵۳ در مجموع در چهار گراند پری شرکت کرد، اما موفق به کسب هیچ امتیازی نشد.
دی تورناکو در ۱۸ سپتامبر ۱۹۵۳ بر اثر تصادف رانندگی و وارد شدن صدمات شدید به سر و گردنش، در راه بیمارستان در یک خودروی سواری شخصی درگذشت.